# Sosny (rejon miadzielski)
Sosny (biał. Сосны, ros. Сосны) – wieś na Białorusi, w obwodzie mińskim, w rejonie miadzielskim, w sielsowiecie Miadzioł. W 2019 liczyła 79 mieszkańców.